# Blåplettet pilrokke
Den blåplettede pilrokke (Dasyatis kuhlii) er en af de mest hyppigt forekommende rokker i de tropiske farvande. Den har en grågrønlig farve og er på oversiden gulliggrå med en række blå pletter. 
Pilrokker er normalt fredelige dyr, men sættes de i en situation hvor de ikke har mulighed for flugt har de i høj grad mulighed for forsvar. Pilrokkerne har en barberbladsskarp 20 cm lang pig på halen, der kan svinges op til 90 grader lodret. Ud over det drabelige våben udskiller pilrokken også en gift, der dog ikke i sig selv er dødelig for mennesker. Til dags dato findes kun yderst få bekræftede tilfælde af mennesker dræbt af pilrokker. Det seneste uheld skete 4. september 2006, da den australske dyreentusiast og krokodillejæger Steve Irwin blev dræbt af en pilrokke ved snorkling på lavt vand ud for Australiens nordøstkyst.[kilde mangler]. Den forrige ulykke fandt sted i 1943.